# Охаупо
Охаупо  (англ. Ohaupo) — город на севере Новой Зеландии.

## Расположение
Охаупо находится в регионе Уаикато, на севере Северного острова. Город Охаупо находится на расстоянии 150 км от Окленда, и 11 км от Гамильтона, с которым он связан железнодорожным сообщением.

## История
В районе города Охаупо в начале XIX века произошла самая массовая битва на территории Новой Зеландии между двумя альянсами племен маори. После того как Новая Зеландия стала колонией Великобритании Охаупо заселен членами немецкого полка ополчения Уаикато.

## Описание
Охаупо является центром торговли крупным рогатым скотом и овцами в регионе Уаикато. Город окружен со всех сторон фермерскими хозяйствами и складами сельскохозяйственной продукции. В городе есть школа, гостиница и почта. Железнодорожная станция Охаупо была построена 4 июня 1878 года. В 1927 году объем перевозки грузов через станцию составил 2686 тон. 13 июня 1982 года станция была закрыта.